# Margarita De Arellano
Margarita De Arellano (* 1972) ist eine US-amerikanische Opernsängerin der Stimmlage Sopran.

## Leben und Wirken
Margarita De Arellano absolvierte ein Master-Studium an der Juilliard School of Music in New York City. Ihr Europadebüt gab sie an der Staatsoper Prag als Gilda in Rigoletto.
Internationale Operngastspiele und Engagements führten sie unter anderem an die Volksoper Wien, die Komische Oper Berlin, das Teatro Maggio Musicale in Florenz und die Seattle Opera als Musetta in Puccinis La Bohème, in das Staatstheater am Gärtnerplatz in München als Ann Trulove in Strawinskis The Rake’s Progress und an die New Israeli Opera. Dort gastierte sie auch als Poppea in Monteverdis L’incoronazione di Poppea, als Adele in Die Fledermaus von Johann Strauß und als Hanna Glawari in Die lustige Witwe von Franz Lehár.
Die lustige Witwe sang sie auch im Stadttheater Bern und zu den Seefestspielen von Mörbisch in Österreich. Ferner gastierte sie an der Concertgebouw Amsterdam und den Mencora Summer Festival Opera in Spanien.
Zur Einweihung des neuen Staatstheater Megaron in Thessaloniki gastierte Margarita De Arellano 2001 als Violetta in Verdis La traviata. Diese Rolle spielte sie auch an der Den Norske Opera in Oslo, im Staatstheater Skopje, im Coliseu do Porto in Portugal und im Staatstheater Stuttgart.
In München sang sie die Titelpartie in der Oper Lulu, Musetta (La Bohème), Adele (Die Fledermaus), Najade (Ariadne auf  Naxos), Ann Trulove (The Rake’s Progress), Waldvogel (Siegfried), Woglinde (Der Ring des Nibelungen), Atalanta (Serse) und Donna Anna (Don Giovanni), Poppea (L’incoronazione di Poppea).
In Barcelona gastierte sie am Gran Teatre del Liceu als Vitellia in Mozarts La clemenza di Tito. 2009 gastierte sie an der Opéra Bastille als Roxana in König Roger von Karol Szymanowski.
Margarita De Arellano gab Konzerte mit dem Israel Philharmonic Orchestra, dem Radio-Sinfonie-Orchester Frankfurt, dem Bilbao Orkestra Sinfonika, den Berlinern Philharmonikern und den Wiener Philharmonikern mit Zubin Mehta und unter dessen Leitung auch an der Bach Akademie Stuttgart.
Margarita De Arellano ist Gewinnerin mehrerer Wettbewerbe, unter anderem der Metropolitan Opera Regional Competition.